# Ванькович, Станислав-Никодим
Станислав Александрович Ванькович, Станислав-Никодим Александрович Ванькович (пол. Stanisław Nikodem Wańkowicz; ? — 1812) — минский губернский предводитель (1802—1808), крупный землевладелец Минской губернии.

## Происхождение и семья
Представитель католического шляхетского рода Ваньковичей герба «Лис», который происходил из Минского воеводства Великого княжества Литовского. Родился в семье шляхтича-католика Александра Яновича Ваньковича и его жены Софии Грегорович. Имел полное имя «Станислав-Никодим», из которых обычно пользовался именем «Станислав». Отец Александр Ванькович относился к католической шляхте средней зажиточности Минского воеводства Великого княжества Литовского, где занимал местные земские должности (минского чашника и минского каптурового судьи (упоминается в 1764 году) и где владел имениями Большая Слепянка, Малая Слепянка, Семеньковичи и Слободка.
Станислав Ванькович был дважды женат. Первый раз с Анной (Мартой) Русецкой, а второй раз — с Юдитой Свенторжецкой. От второй жены имел одного сына Эдварда (Эдварда-Владислава-Антония-Лукаша), крещеного 20 октября 1793 года в соборе Пресвятой Девы Марии в Заславле. Сын Эдвард Станиславович Ванькович (1793—1872) женился на Михалине Станиславовне Монюшке, тетке известного композитора Станислава Монюшко (1819—1872).
Станислав Александрович Ванькович был прадедом Эдварда Адамовича Войниловича (1847—1928), известного хозяйственного и политического деятеля Российской империи и Беларуси.

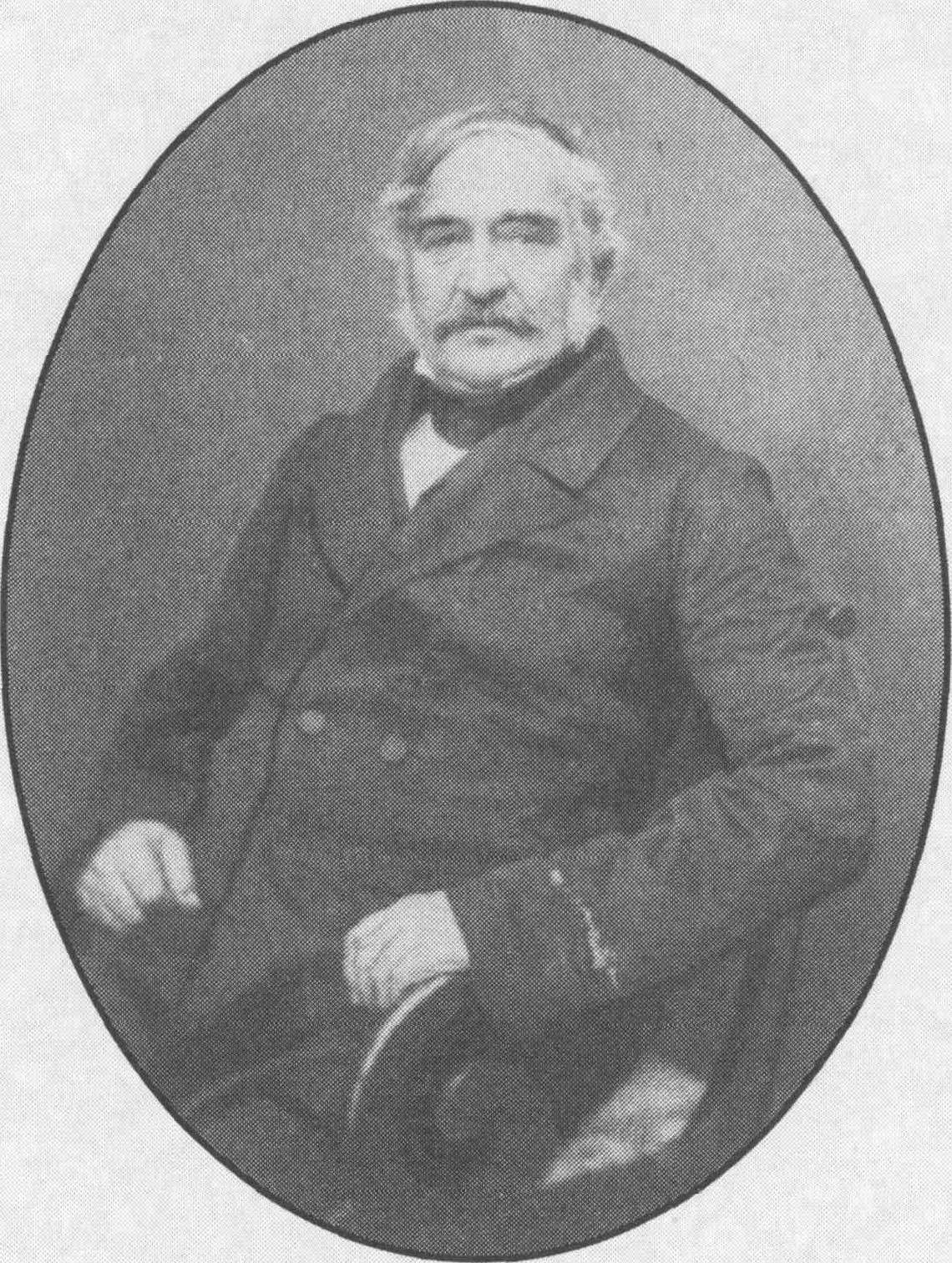
Сын Станислава Александровича Ваньковича — Эдвард Станиславович Ванькович (1793—1872), минский уездный хорунжий (1817—1820)
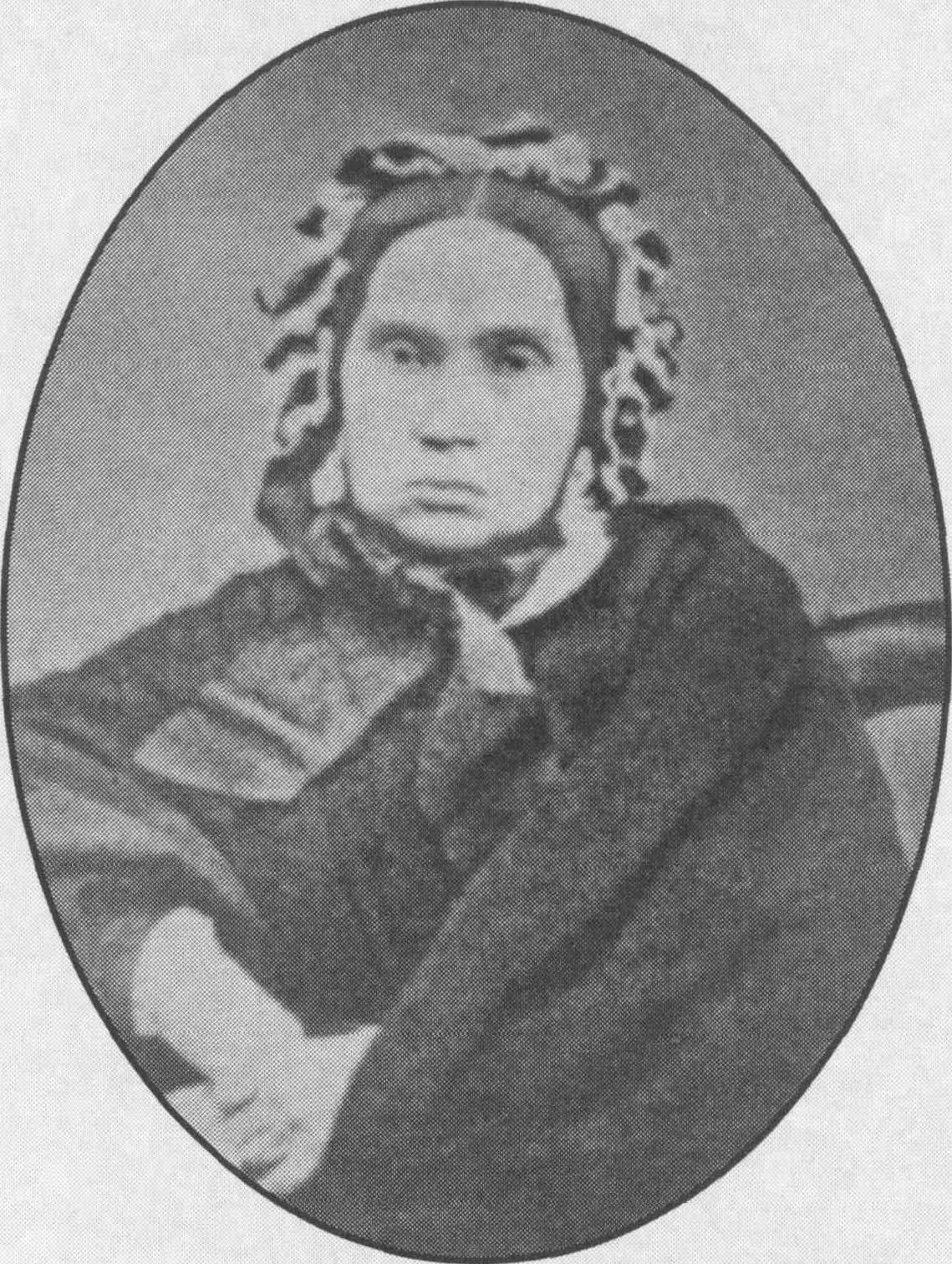
Жена Эдварда Станиславовича Ваньковича (1793—1872) — Михалина Станиславовна Монюшка

## Служебная деятельность
Минский чашник (1766—1774), хорунжий пятигорской хоругви (1780—1784), минский городской регент (с 1786), сеножацкий староста (с 1788), гражданско-военный комиссар Минского воеводства (1790—1795), депутат дворянства Борисовского уезда в Минском дворянском депутатском собрании (1795—1797), борисовский уездный предводитель (1797—1802), минский губернский предводитель (1802—1808).
В 1802 году Станислав Ванькович получил Орден Святой Анны 2 степени.

## Имения
Получил в наследство имения в Минском, Игуменском и Борисовском уездах Минской губернии, в том числе — усадьба Большая Слепянка.